# Peperomia ciliatifolia
Peperomia ciliatifolia är en pepparväxtart som beskrevs av William Trelease. Peperomia ciliatifolia ingår i släktet peperomior, och familjen pepparväxter.

## Underarter
Arten delas in i följande underarter:
- P. c. eciliatifolia
- P. c. iquitosana
- P. c. santarosana